# Такого, как Путин!

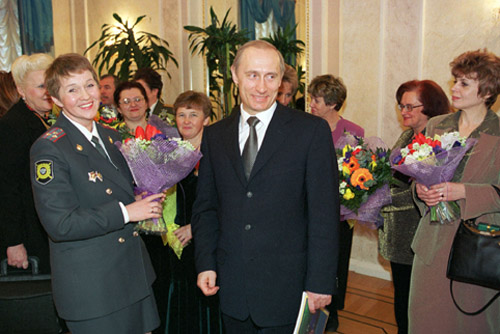
Владимир Путин поздравляет женщин 7 марта 2002 года

«Такого, как Путин!» — российская поп-песня 2002 года в исполнении музыкального коллектива «Поющие вместе». Автором слов выступил Александр Елин, а музыку написал Кирилл Калашников. Песня была написана во время первого президентского срока Владимира Путина (2000—2004). Она идеализирует президента России Владимира Путина.
Вопреки сатирическим намерениям песни, она была официально использована в предвыборной кампании Путина в 2004 году, и сатирический подтекст был в значительной степени незаметен и проигнорирован гражданами России. Благодаря этой песне группа «Поющие вместе» стала группой одного хита и считается одной из самых заметных песен в культе личности Путина. Песня «Такого, как Путин!» неоднократно оценивалась как пропагандистская.

## Происхождение
Поэт Александр Елин утверждает что написал текст песни на основе циничной ставки в 300 долларов на то, что он сможет сделать популярный хит с правильным посылом без большого бюджета. Он считал Владимира Путина самым большим и замечательным генератором новостей на телевидении, и поэтому он был бы лучшей темой для песни. Однако Елин считал, что простая хвалебная песня Путину не обязательно будет иметь успех, и вместо этого он стремился написать песню, которую не отказался бы сыграть ни один вещатель. В итоге музыкант посчитал, что песня должна быть о мужчине, который пьёт, дерётся и плохо обращается со своей партнёршей, что приводит к тому, что она уходит от него и вместо этого желает такого человека, как Путин, который силён и честен. Елин предположил, что среднестатистической россиянке понравился бы такой мужчина, как Путин, и черпал вдохновение в отношении молодых женщин к новому президенту, решив изобразить его похожим на поп-звезду. Чтобы представить обычную русскую девушку, окружённую «пьяными, грязными и подлыми мужчинами», был написан припев, подобный песне 1980-х годов Екатерины Семёновой, которая пела о поиске мужа, который «Чтоб не пил, не курил и цветы всегда дарил».
Песню продюсировал внук Николая Францевича Гастелло Николай В. Гастелло, который в то время был начальником отдела печати Верховного суда России и также работал в музыкальной индустрии. Гастелло хотел создать поп-группу, которая выражала бы положительные чувства к России и избавляла бы российскую поп-музыку от «депрессии и упадка». Вместе с певицами Ларисой Лычиной, Ириной Козловой и Яной Козловой он основал поп-группу «Поющие вместе» и использовал свои связи в музыкальной индустрии, чтобы песня звучала на радио.

## Релиз
Изначально песня транслировалась только по таким ведущим радиостанциям как «Русское радио», «Динамит FM» и «Авторадио») и не была доступна для покупки. Отмечается, что на тот момент CD-дисков или кассет с песней на рынках и киосках Москвы не было, и что не было ни видео, ни концертов, ни статей в музыкальной прессе о группе, исполнившей эту песню. В августе 2002 года музыкальный редактор ведущей российской радиостанция поп-музыки «Динамит-FM» сообщил: «Я не знаю, как к нам попала эта песня. Это, скорее всего, просто пиаровская акция». Другая радиостанция «Русское радио» также включила эту песню в число своих хитов. Редакторы радиостанции рассказывали, что две недели назад к ним в студию пришел неизвестный человек и передал им копию записи. Музыкальный редактор «Русского радио» Инна Тушнова заявила: «Я ничего об этой группе не знаю. Кто-то оставил эту запись у нашей охраны. Мы её прослушали и решили пустить в эфир».
Сам Владимир Путин заявил, что не обиделся на песню, после чего песня стала звучать на государственных радиостанциях. Поскольку происхождение песни изначально было малоизвестно, возникли подозрения, что песня была создана в рамках официальной российской пропаганды. В 2004 году CD Land Records выпустила альбом с этой песней среди других треков.
В 2004 году группа «Поющие вместе» распалась, а в 2015 году воссоединилась в новом составе с гораздо более молодыми певцами и выпустила перезаписанную версию песни «Такого, как Путин!».

### Клип
В связи с тем, что песня заняла высокие места в чартах, на MTV Россия был показан клип. В клипе на песню снялся двойник Путина Анатолий Горбунов. В видео Николай Гастелло играет советника Путина, вместе с которым он просматривает видео с участием певцов, которые соблазнительно танцуют перед анимированным российским флагом, двигаясь так же, как девушки Джеймса Бонда в начальных эпизодах фильмов о Джеймсе Бонде. Двойник Путина изображается сродни опытному шпиону, проводя параллели с Джеймсом Бондом, считающимся мужественным и светским персонажем в популярной культуре, с чертами, которые, как отмечается, следует перенести на Путина. В качестве вставок показаны видеофрагменты реального Путина из государственных СМИ, в том числе кадры, на которых Путин находится в кабине истребителя, занимается дзюдо и выполняет президентские обязанности.

## Характеристика
Песня была написана через 2 года после инаугурации Владимира Путина на волне российской эйфории по поводу нового президента, который по всей стране ожидал, что он поведёт страну вперёд. Хотя Путин был саркастически изображён в песне как идеальный мужчина, песня не была воспринята как сатира, и президент даже её использовал в качестве рекламного гимна на мероприятиях и митингах — «Такого, как Путин!» стала использоваться для государственных целей. Песня добилась наибольшего успеха и популярности в конце 2007 — начале 2008 годов .
Название группы и эмоциональный текст песни указывают на то, что артисты являются членами молодёжной организации «Идущие вместе». Официальный представитель «Идущих вместе» сказал: «Нам ничего не известно об этой песне, и она совершенно определённо не имеет к нам никакого отношения. Эта группа просто пытается использовать наш имидж в коммерческих целях».
Песня имеет запоминающийся короткий по продолжительности транс-бит и состоит из двух легко запоминающихся куплетов. Стихи состоят из схемы рифмовки ABAB с нечистыми рифмами в строке B, а в припеве используется схема рифмовки AABB.
Имя Путина очень часто упоминается в тексте песни; в первой строфе женщина расстаётся со своим бойфрендом, а во второй строфе описывается, как она видит Путина в новостях, и делает вывод, что ей было бы лучше с таким мужчиной, как Путин. На культ личности Путина в значительной степени повлияли телевизионные изображения и конфликт России с Западом; скачок женщины от новостей к личной жизни происходит резко, когда Путин говорит по телевидению то, что население хочет слышать и восхищаться. Следовательно, песня посвящена женщине, которая нашла свой личный идеал, а не президенту.
Строка «Такого, как Путин, чтоб не убежал» была интерпретирована русскими женщинами в первую очередь как метафора супружеской верности Путина, таким образом представляя отца и образец для подражания, который является одновременно компетентным и доброжелательным. Позже в 2008 году, говоря о своей внебрачной связи, Владимир Путин сказал, что ему нравились все русские женщины, которые были «самыми красивыми в мире». Развод президента в 2014 году не повлиял на его рейтинги одобрения, а слухи о его новообретённом отцовстве рассматривались как доказательство физического здоровья.
Имя Путина встречается 10 раз в тексте песни, состоящей из 108 слов, что составляет 9,259 % всех используемых слов. Основные вокалисты подчёркивают первый слог имени, а бэк-вокалисты подчёркивают второй слог, придавая фамилии двойное ударение; припев повторяется 5 раз. Заявление «Такого, как Путин!» выражает аудитории, что Путин им нужен, или что они должны быть такими, как он, без каких-либо дополнительных обоснований. Послание состоит в том, что политик всегда способен оказать помощь при любых обстоятельствах, когда к нему обратятся. Неполнота сообщения заставляет слушателей поверить в то, что они выберут Путина по собственному желанию, и, таким образом, принесут пользу Путину, поскольку избиратели «не чувствуют прямого манипулирования».

## Популярность
Первоначально слушатели в России не знали, выражает ли песня юмор, восхищение, меланхолию или это был организованный пиар. Однако песня стала настолько популярной, что официальная английская версия под названием You Must Be Like Putin (дословно — «Ты должен быть как Путин») также была записана и включена в качестве 11-го трека в альбом 2004 года.

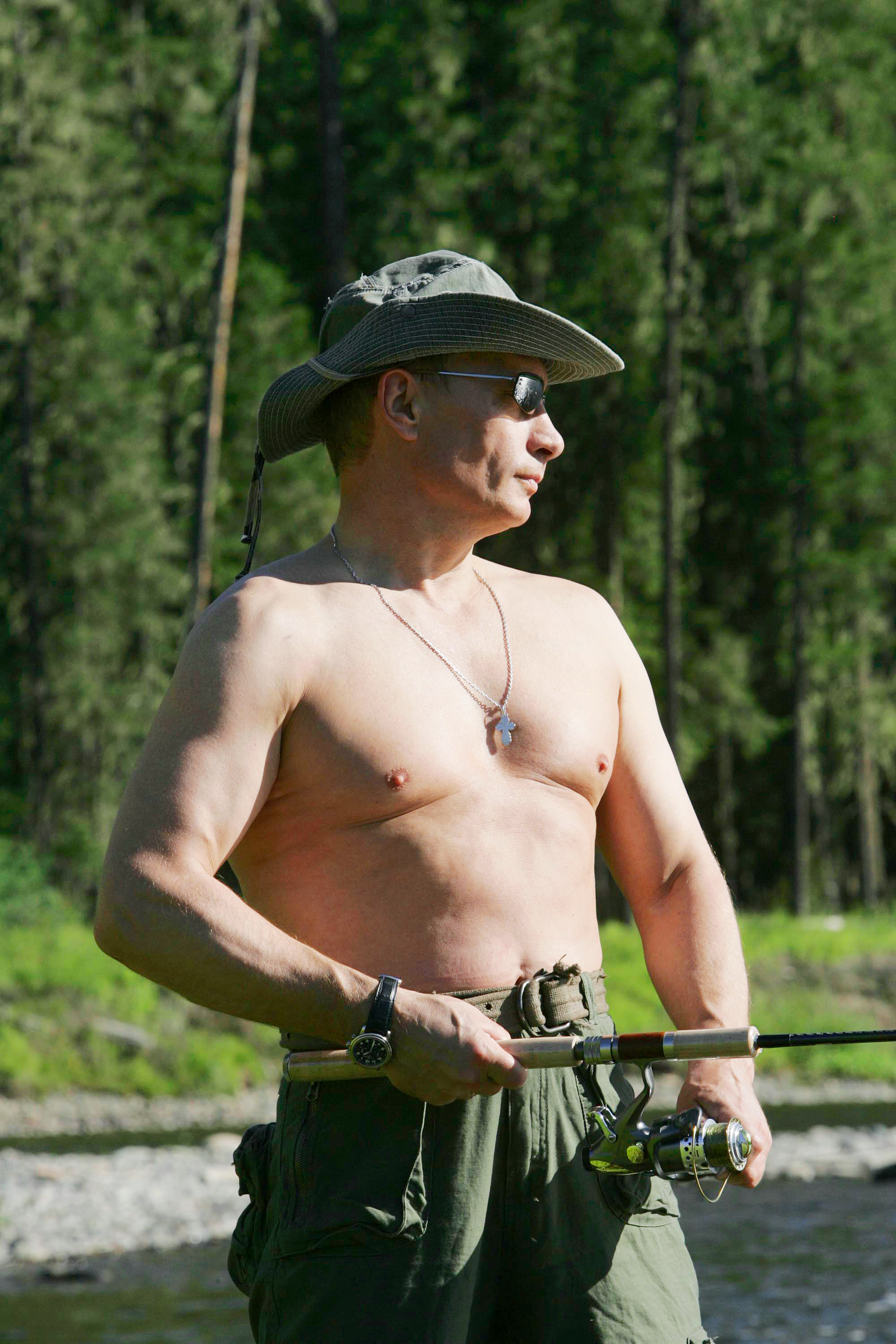
Владимир Путин на рыбалке в Туве, 2007 год

Хотя раньше советские лидеры часто изображались сильными лидерами советского агитпропа, изображение Владимира Путина в СМИ отличается тем, что направлено на то, чтобы он выглядел «крутым». Пропагандистское изображение Путина в российских СМИ восходит к идеологу Владиславу Суркову; президент, который не курит и не пьёт, создавался как мужественный носитель надежды, в отличие от таких людей, как Борис Ельцин. Владимир Путин представляет собой образ сильного, мужественного мужчины, также очищенного от пороков, обычно приписываемых мужчинам в России, таких как пьянство, курение и безрассудство. Песня имела особый успех у женщин в России, для которых воздержание Путина от алкоголя считается особенно замечательным. Президент изображается в песне желанным для женщин и образцом для подражания для мужчин, что соответствует стремлению России к сильному лидеру. Идея о том, что такие люди, как Путин, не убегают, может быть связана с жёсткой реакцией Путина на взрывы жилых домов в России в 1999 году, в то время как улучшение условий жизни в российском государстве во время его президентства указывает на то, что Владимир Путин был спасителем или защитником. Песня популяризировала политика в качестве символа истинной русской мужественности и содержала оттенок, который отражает политическое лидерство этого человека.
В 2016 году песня вновь обрела популярность: в центре Казани прохожая девушка спела песню «Такого, как Путин!» вместе с музыкантами ансамбля «Злачное Место», выступавшего на улице Баумана. За 2 дня видео набрало почти 500 000 просмотров на YouTube и, как отмечается, стало хитом видеохостинга. На видео видно, как к уличным музыкантам, играющим на пешеходной улице, подходит неизвестная девушка, вероятно, разговаривает с фронтменом, а потом они начинают слаженно играть песню «Такого, как Путин!». Вскоре выяснилось, что девушку зовут Диляра Умарова. Она сообщила, что выбор песни оказался случайным: «У моей импровизации не было никакого политического подтекста. Я просто послушала, в каком стиле играли уличные музыканты, и песня… сама появилась у меня в голове». За 4 дня ролик собрал свыше 1,9 млн просмотров и тысячи комментариев. Пользователи сообщили, что девушка просто прошла мимо и решила присоединиться к музыкальному коллективу, однако не все верили в импровизацию. На видеохостинге и в социальных сетях появилось множество комментаторов, которые обвинили музыкантов и певицу в том, что видео постановочное.

## Критика
В 2002 году западные СМИ восприняли эту песню как эксцентричную пропаганду, а её иронический подтекст, как и в России, был проигнорирован. На Западе песня представляла собой противоречивое восприятие Путина, с одной стороны, «загадочного» бывшего агента КГБ, а с другой стороны, «мультяшного мачо с обнажённой грудью, гоняющегося за голосами». Такие фразы, как «Такого, как Путин!», использовались проправительственной молодёжной организацией «Наши» для вербовки членов.
Некоторые политические обозреватели считают, что песня является неуклюжей попыткой сочинить мелодию для предстоящей президентской избирательной кампании в начале 2004 года. Обозреватель британской газеты The Daily Telegraph Бен Арис отмечает, что песня представляет собой попытку сторонников президента укрепить растущий культ личности российского лидера. Основатель «Эха Москвы» Сергей Бунтман считает, что эта песня помогает Владимиру Путину контролировать СМИ, используя популярные песни для внутренней пропаганды, чтобы заручиться и сохранить поддержку своей политики и повысить доверие населения к своему правительству. Отмечается, что без чётких политических программ, которые можно закрепить за конкретными партиями, избиратели в России часто ориентируются на известных личностей, и избирателям сложно выражать свою политическую волю в условиях низкой политической культуры; в результате избиратели в значительной степени полагаются на свои чувства, чтобы определить свою симпатию или антипатию к определённому политику, и реклама с помощью запоминающейся музыкальной навязчивой мелодии играет важную роль в воздействии на такие чувства.
В разгар российских протестов 2011—2013 годов Александр Елин выпустил антипутинскую песню «Наш дурдом голосует за Путина» с рок-группой «Рабфак». Текст написан с точки зрения психиатрического больного, чьё безумие проистекает из путинской риторики и того, что пациент видит. Таким образом, самая известная пропутинская песня и самая известная на тот момент антипутинская песня были написаны одним и тем же автором. Елин также был особенно недоволен отчуждённым присвоением песни «Такого, как Путин!».

### Комментарии
1. ↑  Американская телеслужба PBS (2011) сообщает о ставке в 300 долларов'"`UNIQ--ref-0000000D-QINU`"', а радиотелецентр WLRN-TV (2015) сообщает о ставке в 200 долларов'"`UNIQ--ref-0000000E-QINU`"'. Это несоответствие может быть связано с колебаниями обменных курсов валют.